# 對稱 (生物學)

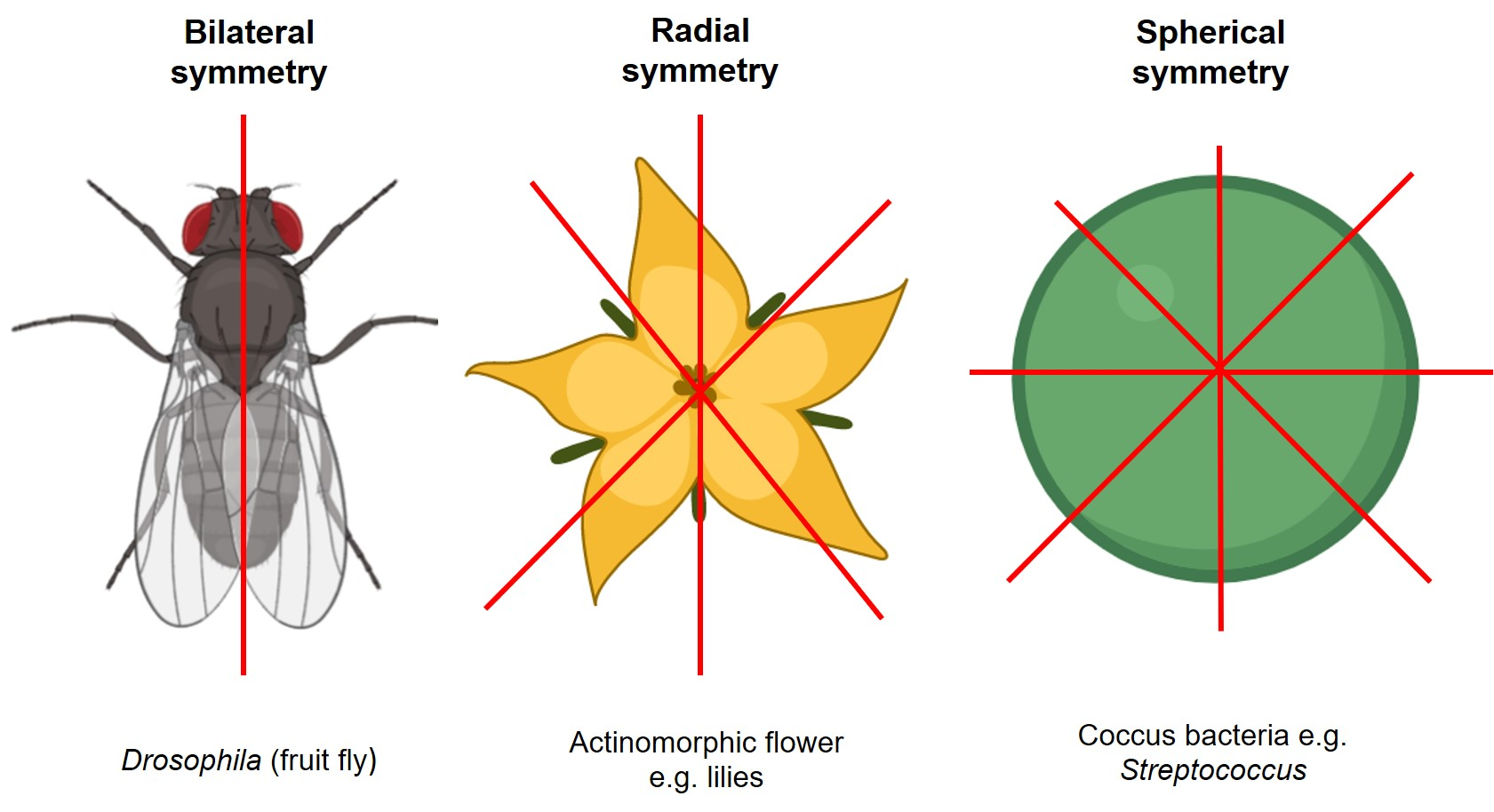
插圖描繪了雙側（果蠅屬動物）、徑向（花）和球形（球菌）對稱性之間的差異。

生物學中的對稱性是指在生物體中觀察到的對稱性，包括植物、動物、真菌和細菌等。 僅通過觀察有機體就可以很容易地看到外部對稱性。 例如，人臉的中心有一個對稱平面，或者有明顯對稱螺旋樣式的松果。 內部特徵也可以表現出對稱性，例如人體中的管道（負責輸送氣體、營養物質和廢物）是圓柱形的並且有多個對稱平面。
生物對稱性可以被認為是生物體內重複的身體部位或形狀的平衡分佈。 重要的是，與數學不同，生物學中的對稱性總是近似的。 例如，植物的葉—雖然被認為是對稱的—但在對折時很少會完全匹配。 對稱是自然界中的一類模式，通過反射或旋轉，圖樣元素幾乎重複。
雖然海綿和扁盤動物門代表兩組不顯示任何對稱性（即不對稱）的動物，但大多數多細胞生物的體型呈現（英語：Body plan）表現出某種形式的對稱性，並由其界定。 在體型呈現中只有幾種類型的對稱是可能的。 它們是徑向（圓柱形）、雙側、雙徑向和球形對稱。 雖然將病毒歸類為“有機體”仍有爭議，但病毒也包含二十面體對稱性。
對稱性的重要性體現在這樣一個事實，即傳統上動物群體在分類學分組中是由這一特徵定義的。 輻射對稱動物是放射狀對稱的動物，是喬治·居維葉之動物界分類法的四個分支之一。 同時，兩側對稱動物是一個分類學分組，至今仍用於表示具有胚胎雙側對稱性的動物。